# Büttstedt
Büttstedt é um município da Alemanha localizado no distrito de Eichsfeld, estado da Turíngia. Pertence ao Verwaltungsgemeinschaft de Westerwald-Obereichsfeld.